# Elysia diomedea
La babosa marina (Elysia diomedea) es un gasterópodo sacoglosso de la familia Plakobranchidae. También se le conoce como danzarina mexicana. Habita en zonas del intermareal y submareal somero del Océano Pacífico. El nombre de esta especie proviene de Diomedeo, héroe de la guerra de Troya. Esta especie herbívora.

## Clasificación y descripción
Elysia diomedea es una babosa marina del orden Sacoglossa. Su cuerpo es de color verde con una serie de pequeños puntos o líneas de color blanco. Los parapodios están separados en la parte anterior del animal y están altamente ondulados y son de color variable, desde el mismo todo que el resto del cuerpo, hasta azules con una serie de puntos azul eléctrico. Los bordes del manto también varían, pudiendo tener colores anaranjados, azules o negros. Los rinóforos son enrollados, de color verde más obscuro o incluso azul y con una serie de líneas blancas de manera paralela al eje del rinóforo.
Esta especie, junto como otras del orden Sacoglossa, realiza un fenómeno conocido como cleptoplastía. Cuando la babosa se alimenta de las algas, algunos de los cloroplastos permanecen en sus tejidos. Las paredes del mando son tan delgadas que los cloroplastos pueden continuar realizando el proceso de fotosíntesis.
Tiene un manto modificado en parapodios que están muy plegados. El cuerpo del animal es verde y presenta líneas blancas interrumpidas a lo largo del cuerpo. Presentan unas líneas paralelas de color blanco y negro, muy características de esta especie. Llegan a medir hasta 10 cm de longitud total.

## Distribución
Esta especie se distribuye desde el Golfo de California, hasta Panamá. Puede encontrarse hasta los 20 metros de profundidad.

## Ambiente
Habita en el intermareal y submareal somero, puede ser considerada como una especie muy abundante en el Pacífico mexicano.

## Estado de conservación
Es una especie abundante en el Pacífico Mexicano (1), por lo que hasta el momento en México no se encuentra en ninguna categoría de protección, ni en la Lista Roja de la IUCN (International Union for Conservation of Nature) ni en CITES (Convención sobre el Comercio Internacional de Especies Amenazadas de Fauna y Flora Silvestres).